# Wörschach
Wörschach är en ort och kommun i  distriktet Liezen i förbundslandet Steiermark i Österrike. 
Kommunen består av två orter (Ortschaften) (inom parentes invånarantal 1 januari 2024):
- Maitschern (403)
- Wörschach (784)